# Otto Knefler
Otto Knefler (* 5. September 1923 in Bernburg; † 30. Oktober 1986 in Steinbach, Ottweiler) war ein deutscher Fußballspieler und -trainer.

## Karriere
Als aktiver Spieler gewann Knefler 1952 mit Turbine Halle die DDR-Meisterschaft. Im folgenden Jahr wechselte er mit drei weiteren Hallenser Spielern sowie dem Trainer Fred Schulz zu Werder Bremen.
Beim SV Saar 05 Saarbrücken begann er seine Karriere als Berufstrainer im Jahre 1963. Von 1967 bis 1979 trainierte er die Bundesligavereine 1. FC Kaiserslautern, Eintracht Braunschweig, Borussia Dortmund, MSV Duisburg und Eintracht Frankfurt. Nach seinem ersten Engagement in der Bundesliga 1967/68 beim 1. FC Kaiserslautern (er hatte dort die späteren Trainer Uwe Klimaschefski und Otto Rehhagel im Kader) legte er nochmals bei Fortuna Düsseldorf eine Station in der Regionalliga West von 1968 bis 1970 ein, bevor er in der Saison 1971/72 die schwere Nachfolge des Meistertrainers des Jahres 1967, Helmuth Johannsen, bei Eintracht Braunschweig antrat. Das erste Jahr brachte den sensationellen vierten Platz, die zweite Saison die Normalität des 12. Ranges und 1972/73 den Abstieg des Gründungsvereines der Bundesliga von 1963/64. Postwendend führte Otto Knefler die Eintracht aber in der Saison 1973/74 über die Regionalliga Nord und die Aufstiegsrunde im Sommer 1974 wieder in die Bundesliga zurück.
Kneflers Weg führte dann in den Westen. Borussia Dortmund war ab der Saison 1974/75 sein Betätigungsfeld in der 2. Bundesliga Nord. Mit der Mannschaft um Bertram, Huber und Varga gelang aber nicht der Aufstieg. Am 26. Januar 1976 wurde er aufgrund einer Spielerrevolte, ausgehend von den Spielern Zoltán Varga, Helmut Nerlinger und Peter Geyer von Präsident Heinz Günther entlassen. Der MSV Duisburg holte ihn im selben Jahr an die Wedau und damit in die Bundesliga. Mit dem Spielmacher Kurt Jara und den beiden gefährlichen Stürmern Rudi Seliger und Ronald Worm garantierte die gute Abwehr um Bernard Dietz und Detlef Pirsig den guten 9. Platz im Mittelfeld der Tabelle in der Saison 1976/77. Knefler zog sich im Sommer 1977 einen Magendurchbruch zu und musste zweimal operiert werden. Rolf Schafstall, Herbert Burdenski und Friedhelm Wenzlaff vertraten ihn interimsweise. Knefler kehrte zwar für 6 Partien auf die Trainerbank zurück (u. a. ein 6:3 gegen den FC Bayern), musste sich aber erneut aus gesundheitlichen Gründen zurückziehen. Carl-Heinz Rühl übernahm ab Spieltag 17 und führte den MSV zum Saisonende auf Rang 6.
Seine Tätigkeit bei Eintracht Frankfurt ab der Saison 1978/79 wurde durch eine Vertragsauflösung zum 31. Dezember 1978 wegen eines Autounfalls und erneuter Erkrankung frühzeitig beendet. Knefler erlitt zudem 1982 einen Schlaganfall, er verstarb 1986. Sein Nachlass ist im Saarländischen Sportarchiv, einer Abteilung des Landesarchivs Saarbrücken, überliefert.